# Адора Анае
Адора Анае (англ. Adora Anae; 1 жовтня 1996) — американська волейболістка, догравальник. Гравець національної збірної. Переможець Панамериканського кубка 2018 року. Володарка золотих медалей чемпіонату і кубка України 2022 року.

## Із біографії
Кар'єра Адори Анае розпочалася на шкільних турнірах на Гаваях, де вона виступала за команду Kahuku H&IS. Після закінчення школи вона виступала на рівні коледжу за команду штату Юта, яка брала участь у Першому дивізіоні NCAA у 2014-2017 роках, і хоча вона не досягла якихось помітних результатів зі своєю командою, вона отримала певне індивідуальне визнання, а також стала першим гравцем зі своєї програми, який потрапив до Першої збірної Америки. 
У сезоні 2018-19 підписала свій перший професійний контракт, обрана після драфту ІБК "Альтос", у південнокорейській V-лізі: після двох років з азійською формацією приземлилася в Туреччині в чемпіонаті 2020-21, виступаючи в кадетському дивізіоні з "Болу", здобувши підвищення до "Султанлар Лігі". Потім вона була підписана в Пуерто-Рико клубом "Кріольяс де Кагуас" для участі в Liga de Voleibol Superior Femenino 2021, вигравши чемпіонат. У наступному сезоні прибула до української Суперліги, де виступала за "Прометей", але була змушена достроково покинути клуб через російсько-українську кризу.
Потім вона повернулася до Пуерто-Рико на Liga de Voleibol Superior Femenino 2022, знову одягнувши футболку "Кріольяс де Кагуас"[6] і потрапивши до збірної всіх зірок турніру.

## Клуби
| Роки      | Команди                   |
| --------- | ------------------------- |
| 2018—2020 | «Хвасон Алтос» (Хвасон)   |
| 2020—2021 | «Болу Беледієспор»        |
| 2021—2022 | «Кріольяс де Кагуас»      |
| 2021—2022 | СК «Прометей» (Дніпро)    |
| 2022—2023 | «Панатінаїкос» (Афіни)    |
| 2023—2025 | «Орландо Валькірез»       |
| 2024—     | «Вегас Трілл» (Лас-Вегас) |

## Статистика
В єврокубках:
| Сезон   | Клуб                   | Турнір         | Ігри | Сети | Очки | Ср.  | Примітки |
| ------- | ---------------------- | -------------- | ---- | ---- | ---- | ---- | -------- |
| 2021/22 | СК «Прометей»          | Ліга чемпіонів | 5    | 18   | 49   | 2,72 |          |
| 2022/23 | «Панатінаїкос» (Афіни) | Кубок виклику  | 6    | 24   | 88   | 3,67 |          |